# Katline Cauwels
Katline Cauwels, née le 28 février 1980 à Bonheiden, est une joueuse professionnelle de squash représentant la Belgique. Elle atteint en août 2001 la 42e place mondiale sur le circuit international, son meilleur classement. Elle est championne de Belgique à trois reprises entre 1996 et 2003.

## Biographie
C'est une joueuse très précoce puisque championne de Belgique en 1996 à l'âge de seize ans. Elle est classée no 1 junior européenne en 1998, année où elle remporte son second titre de championne de Belgique. Pendant sa carrière, elle étudie à l'université d'Anvers dont elle sort diplômée en 2003. Après sa retraite sportive, elle lance l'académie MSquash avec son mari Shaun Moxham.

## Palmarès

### Titres
- Championnats de Belgique : 3 titres (1996, 1998, 2003)